# Une saison au zoo
 (novembre 2021).
- Si vous ne connaissez pas le sujet, laissez ce bandeau (vous pouvez alors contacter les auteurs).
- Si vous supprimez le contenu mis en cause (vous pouvez préalablement contacter les auteurs),

argumentez précisément cette suppression dans la page de discussion
(un manque de référence n'est pas un argument ; une recherche réelle de référence doit avoir été effectuée, être formellement documentée).
Une saison au zoo est une série documentaire française sur le zoo de La Flèche, diffusée du 28 avril 2014 au 2 septembre 2022 du lundi au vendredi sur France 4 et rediffusée éventuellement le samedi (uniquement les épisodes inédits de la semaine). La série est rediffusée depuis la saison 8 sur la chaine National Geographic Wild le samedi soir à 21h00. Elle est rediffusée sur NRJ 12 depuis juillet 2023 a février 2025 puis depuis 2025 sur Chérie 25 suite a l'arrêt de NRJ 12. Depuis 2022 et la saison 15, la série est diffusée sur la chaîne YouTube de l'émission, et les épisodes ne durent désormais plus que 15 minutes. L'émission s'est officiellement arrêtée le 2 septembre 2022 après 8 ans.

## Concept

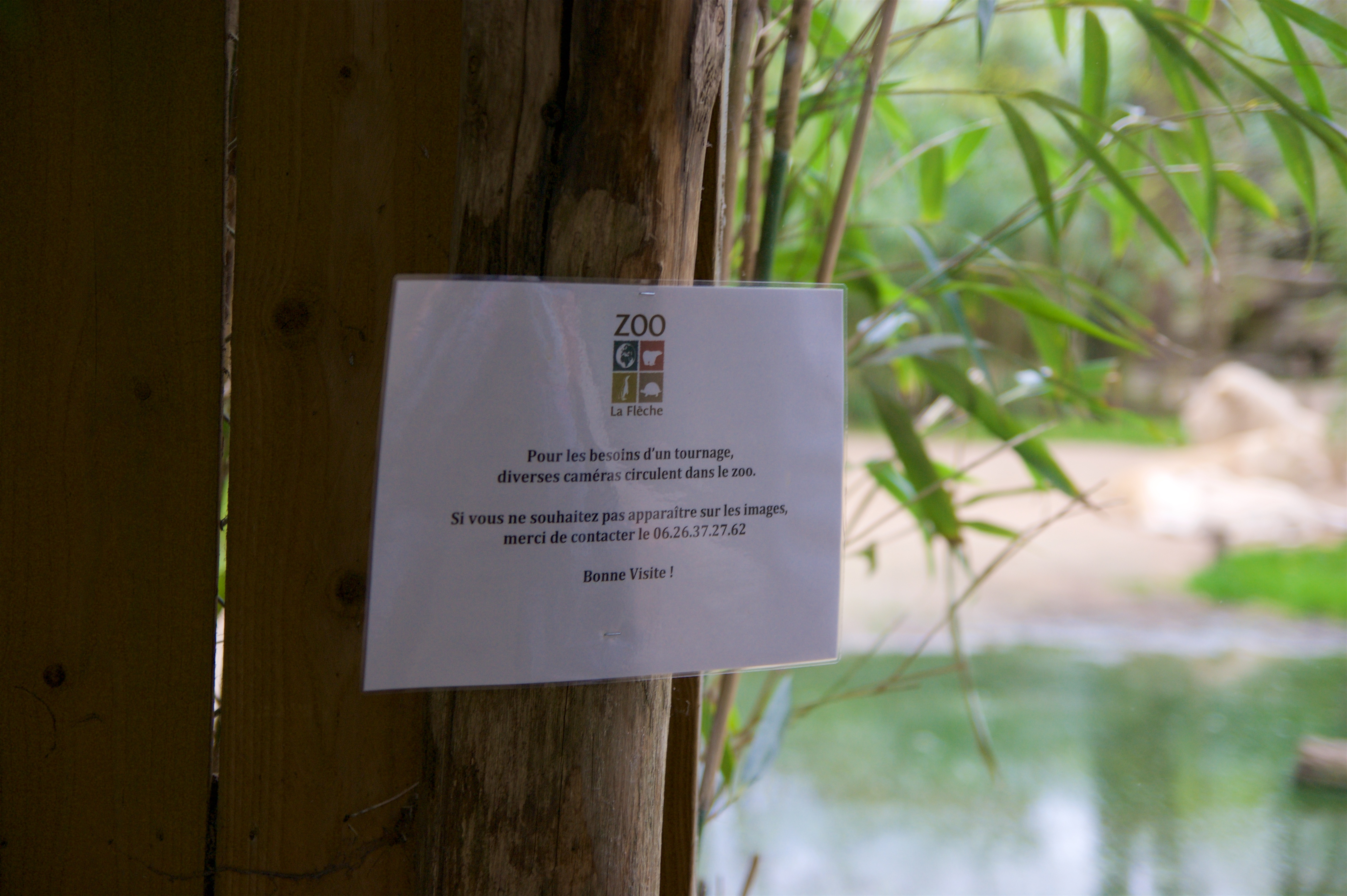
Panneau d'affichage à l'attention des visiteurs du parc zoologique lors du tournage de la saison 5.

Le documentaire suit, jour après jour, les soigneurs animaliers, vétérinaires, responsables d'hébergement, commerciaux, jardiniers, du parc zoologique de La Flèche. Lors de la première saison, seuls les employés du parc zoologique sont suivis par les caméras. Pour la deuxième saison, France 4 lance un appel à candidature afin de recruter huit stagiaires qui seront suivis en plus des employés du parc. Près de 3 000 candidatures sont reçues pour intégrer l'équipe du zoo,,. L'appel à candidature est renouvelé pour les saisons suivantes.

## Dirigeant, staff technique et stagiaires

### Responsables
- Stéphane Da Cunha : président de « Wild Nature »[6] (société propriétaire du zoo)[7] ancien directeur du parc et également responsable du pôle zoologique du Groupe Looping ayant racheté le parc en 2017. Il est désormais le directeur général du Groupe Looping et conserve ses fonctions de président du parc animalier,
- Benjamin Gauthier : ancien responsable des travaux, directeur du parc entre 2017/2018, occupe maintenant d'autres fonctions au sein du groupe Looping[8] (project manager).
- Céline Talineau : directrice de site depuis le 1er octobre 2018[8], ancienne responsable commerciale (saison 1), marketing et ancienne responsable du service communication, relation presse.

### Commercial et lodges
- Mathieu : responsable des lodges (saisons 1 à 6), de la communication et de l'opération "Keeper For A Day" ("soigneur d'un jour").
- Amandine : responsable adjointe des lodges (saison 1)
- Vanina : femme de ménage (saison 1)
- Delphine : commerciale (saison 1)

### Service technique
- Romain Gautier : responsable de la technique (toutes les saisons depuis la saison 4) et des travaux (depuis la saison 8 succédant à Benjamin)
- Julien Landelle : responsable technique adjoint et responsable de la maintenance (depuis la saison 12)
- Mickaël Touchard ("Petit Mika") : responsable du service technique désormais chargé de l'entretien (toutes les saisons)
- Nicolas : responsable des espaces verts (toutes les saisons)
- Benjamin Gauthier : ancien responsable des travaux (depuis la saison 4) puis directeur du parc en succédant à Stéphane (de la fin de la saison 7 à la saison 9)
- Arnaud : responsable service technique (saison 3)
- Patrick : technicien (toutes les saisons)
- Jona : technicien (parti travailler au zoo Le Pal)
- Yohann : technicien (toutes les saisons)
- Willy : technicien (toutes les saisons)
- Teddy bordet : menuisier du parc (toutes les saisons)
- Romuald : technicien (saison 6 et 7)
- Aurélien : technicien (depuis la saison 4)
- Dimitri : technicien (depuis la saison 4)
- Bruno : plombier (il s’occupe des fuites, des installations et équipements de vidange des bassins, etc. ; il ne passe pas en interview TV mais apparaît une fois en saison 1 et 7)
- Fabien : ancien soigneur du complexe aquatique rejoint le service espace vert (depuis la saison 13)

### Stagiaires retenus par France 4

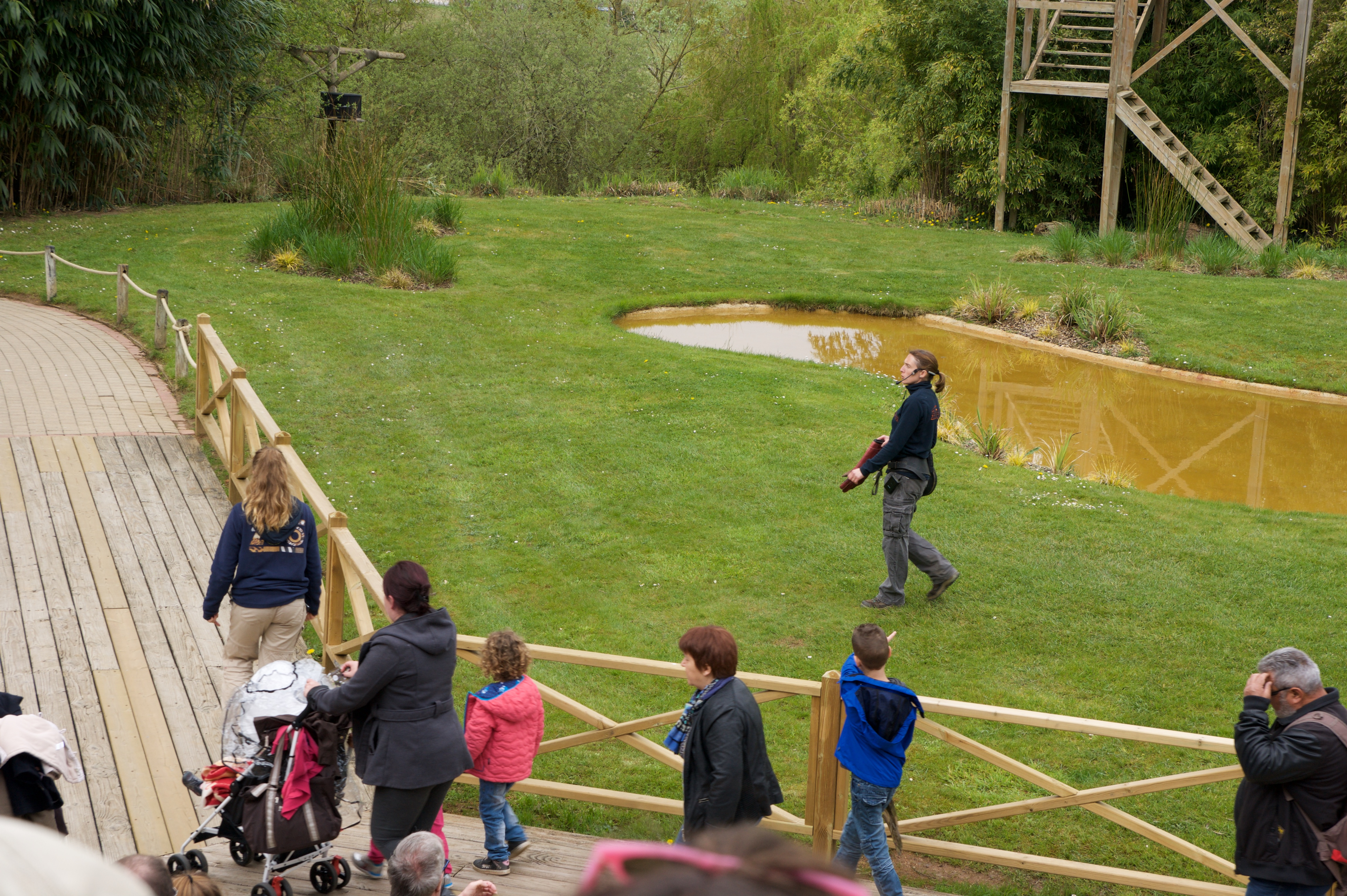
Stagiaire retenue par France 4 aidant lors du spectacle des oiseaux pendant la saison 5 de l'émission.

À partir de la saison 2, de nombreux autres stagiaires, n'interviennent que partiellement dans l'émission (stagiaires recrutés par le zoo directement).
Sofiane, Capucine, Timothée,
Orane, Agathe, Tess, Marine, Mathieu, Adèle, Giulia, Yanis, Cassandra, Anne, Nicolas, Romane, Angelina, Inès, Félix, Yasmina, Gautier, Nelly, Laurie, Tessa, Priscillia, Tanguy, Elora-Jane, Célia, Franck, Lori, Dylan, Shai, Franck, Mathilde, Eva, Axel, Juliette (remplace Axel malade), Théo, Clara, Jennifer, Mathilde, Clémence, Basile, Marine, Alexia, Jordan, Morgane, Mickaël, Megan, Valentin, Ambre, Emma se sont succédé au cours des saisons.

### Vétérinaires stagiaires

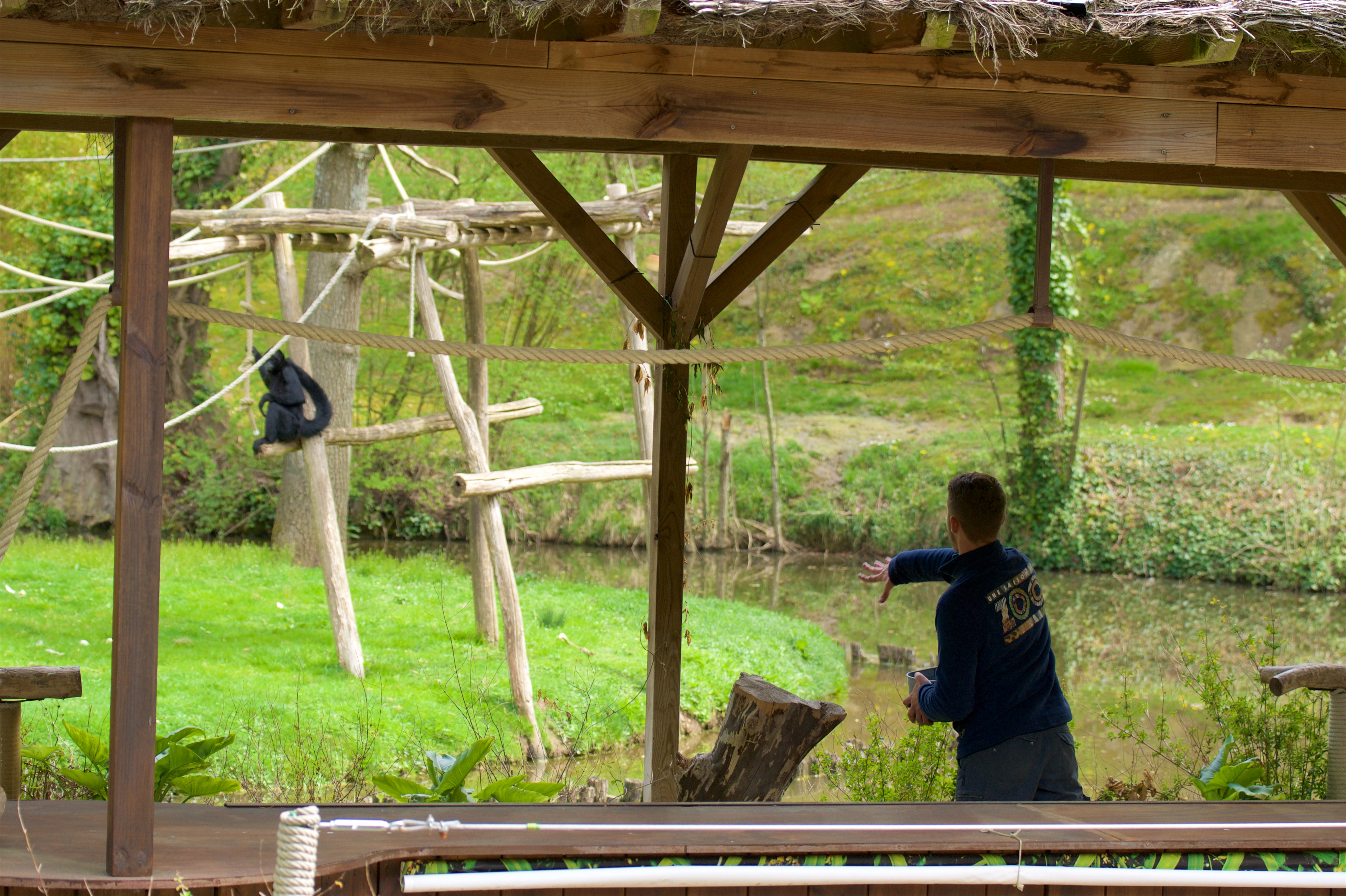
Stagiaire nourrissant les atèles lors de la saison 5.

- Amélie (saison 1), École nationale vétérinaire de Lyon, depuis vétérinaire au ZooParc de Beauval
- Maureen (saison 2), École Nationale Vétérinaire de Lyon, depuis vétérinaire à Touroparc Zoo
- Anaïs (début de la saison 4 et saison 5), assistante de Romain, collègue de Cyril (apparition en saison 8 épisodes 8 à 10 et saison 11), vétérinaires au Centre Hospitalier Universitaire Vétérinaire de Nantes (ONIRIS) puis (à partir de 2018) à la SELARL de vétérinaires Faunevet dont Romain François Potier est l'un des gérants-fondateurs.
- Pauline (fin de la saison 4, fin de la saison 5, début de la saison 6)
- Camille (fin de la saison 6)
- Lise, Myriam (saison 12)
- Sandra, Maxime (5ème année à l'École Nationale Vétérinaire de Nantes), Augustin (saison 14)

### Personnages divers
- Floriane : assistante de Mathieu (celui des lodges) pour l'opération "Keeper For A Day" ("Soigneur d'un Jour", saison 6)
- Florence : vétérinaire, intervenant en tant que consultante en sécurité en cas d'évasions d'animaux dangereux
- Romain François Potier : vétérinaire intervenant sur les gros herbivores (girafe, hippopotame) et l'un des gérants-fondateurs de la SELARL Faune VET Zoo and Exotics Vet Solutions[9],[10],[11].
- Arthur : responsable animation "Ranger d'un Jour", membre de Wild Life Angel (qui s'occupe de la protection de la faune sauvage), vu dans Une saison dans la savane et frère de Mathieu. Il vient de la savane en Namibie et enseigne comment être un bon ranger. Il simule des scènes de crime et des arrestations de braconniers (responsable animalier au bioparc depuis 2018).
- Matthieu : membre de Wild Life Angel, vu dans Une saison dans la savane et frère d'Arthur.

## Responsable animalier et vétérinaires titulaires
- Anthony Pichonneau, dit « Pich » : responsable animalier (soigneur éléphants saison 1, responsable animalier depuis la saison 2).
- Cyril Hue : vétérinaire diplômé de l'École nationale vétérinaire d'Alfort[12].
- Margaux : (vétérinaire stagiaire saisons 9 et 10), depuis la saison 11 elle est collègue vétérinaire de Cyril Hue.

## Animaux
Le zoo de la Flèche, divisé par secteurs, abrite plus de 1000 animaux issus de 150 espèces différentes dont certains sont devenus célèbres grâce à l'émission.

## Secteur oiseaux
- Barbara Thibault : responsable du secteur
- Mélanie Duret : soigneuse secteur oiseaux (absente en saison 2 pour congé maternité)
- Dylan : soigneur secteur oiseaux
- Lou : saisonnier secteur oiseaux
- Quentin : saisonnier secteur oiseaux

Le secteur oiseaux se compose du spectacle d oiseaux en vol libre , (les pygargues à tête blanche, l'aigle ravisseur, les faucons crécerelles, les vautours fauves, les vautours aura, le calao terrestre d'Abyssinie, les cigognes blanches, l'Eclectus et les cacatoès à crête jaune), les aras chloroptères, aras Macao, aras araraunas, les chouettes effraies, les chouettes lapones, les chouettes harfangs des neiges, les pélicans, les conures soleil, les wallabys de Bennett ainsi que spectacle parrot jungle qui fut arrêté avant la saison 8, dans le but d'intégrer les différents perroquets aux vols libres.
- Cheyenne, le pygargue à tête blanche (Dakota étant décédé), Cheyenne a été rejoint par Miski entre 2020 et 2021, né à Beauval en mars 2020)
- Aska, une chouette lapone
- Fanzy, calao terrestre d'Abyssinie
- Taïga, une femelle aigle des steppes
- Soan, un mâle aigle ravisseur
- Ziva, un faucon crécerelle
- Cuzco, Sancho et Chico, les vautours auras
- Heiden et Carry, les harfang des neiges
- Consuella, Miguel, Thaï, Aldo et Woody, les aras chloroptères
- Manu et Chao, les Aras araraunas en enclos
- Yago, l'ara macaco
- Dolores, Molly, Gilbert et Vasco, les aras bleus (aras ararauna)
- Saphir, le mâle Eclectus
- Sun et Moon, les cacatoès à huppe jaune (cacatoès à crinière jaune)
- Luigi et Hélène, les vautours fauves
- Popeye et Grump, les vautours à dos blanc
- Schoumi, le mâle petit duc
- Finn, une chouette effraie mâle

## Secteur aquatique

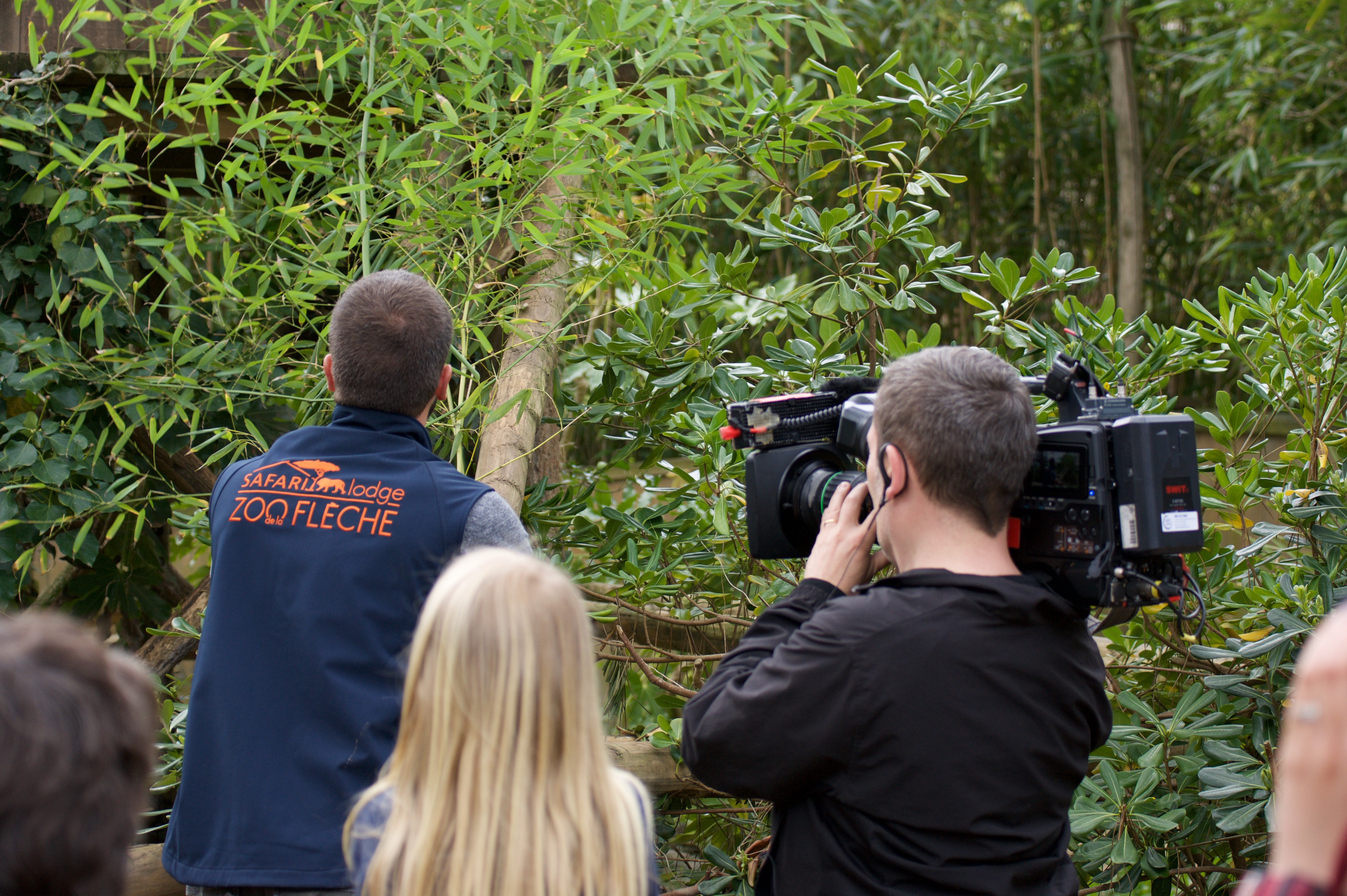
Tournage lors de la saison 5 de l'émission.

- Bérénice Crochu : responsable du secteur aquatique (absente pendant la saison 5, mais revient au tout dernier épisode).
- Chloé : soigneuse du secteur aquatique (saison 1 à 2, partie du zoo).
- Léonore : soigneuse du secteur aquatique (saison 1 à 2, partie du zoo).
- Marie Maïdy : soigneuse du secteur aquatique (saisons 1 à 4, partie au Zoo Le Pal, en Auvergne[13] saison 5, épisode 9 et réapparaît furtivement lors de la saison 7 pour venir chercher une loutre cendrée et saison 10 épisode 45.
- Céline: responsable secteur aquatique, remplaçante dans la saison 5 de Bérénice.
- Thibault: soigneur secteur aquatique (saisons 4 à 7).
- Amandine Puaux : soigneuse secteur aquatique.
- Basile : stagiaire France 4 saison 11, saisonnier secteur aquatique saison 13.
- Emeline : saisonnière secteur aquatique saison 13.

Le secteur aquatique se compose du complexe Marine World hébergeant les otaries de Californie, les manchots de Humboldt, les loutres d'Asie, les ours polaires, les tigres blancs, les loutres du Canada et les loups de l'Arctique. Les soigneurs organisaient aussi le nourrissage en public des hippopotames amphibies, jusqu'à la saison 6.
- Taïko (mâle) arrivé au zoo de la Flèche en 2013, part pour celui de Budapest en novembre 2020 saison spéciale hiver. Taïko revient au zoo de la Flèche en 2022. Katincka (femelle, arrivée en 2005 et décédée à 27 ans en 2018, entre la saison 8 et la saison 9), Quintana (femelle) rejoint le zoo saison 12. Aron (mâle) arrive à l'automne 2020 saison spéciale hiver, ours blancs
- Lucky (décédé en juin 2022), Wally (décédé en janvier 2022) [14] , Jimmy et Cooky, otaries de Californie mâles, rejoints par Tanguy arrivé en saison 8
- Sansa (femelle née au zoo, fille de Snow et Coyote), Albator et Arrow (décédé en mai 2019) (arrivé au cours de la saison 8), loups arctiques
- Coyote (mâle) et Hudson (mâle), loups arctiques partis saison 8
- Salma (femelle, décédée saison 5) et Walt (mâle) loutres du Canada
- Pink (mâle, parti au zoo du Pal saison 7), Punk (mâle) et Kairi (femelle, arrivée saison 7), les loutres d'Asie
- Lily, le loutron femelle de Punk et Kairi (décédée à quelques mois en saison 10)
- Wazzi (femelle, décédée entre la saison 2 et 3), Yang (mâle, arrivé saison 2) et Sangha (femelle, arrivée saison 5), Bahini (femelle) et Isao (mâle) enfants de Yang et Sangha (partis en saison 8), panda roux
- Soah (mâle), Tyra (femelle, décédée), Adès (mâle) et Rewa (femelle), tigres blancs

## Secteur herbivores (secteur 3)
- Charlotte: responsable du secteur (saison 13) anciennement (saisonnière primates saison 1 et 2, polyvalente primates, fauves, vivarium saisons 3 et 4, absente durant les saisons 5 et 6 car elle voyage en Australie profitant d'une année sabbatique, de retour comme soigneuse polyvalente saison 7, puis responsable du secteur 4 depuis la saison 8 jusqu'à la saison 12).
- Les secteurs 3 et 4 sont réunis saison 13
- Aurélie Dutois : soigneuse polyvalente ;
- Claude : soigneur des secteurs 3 et 4;
- Jeanne : soigneuse polyvalente;
- Paul Barbonnais : soigneur au zoo d'Amnéville (épisode 8 saison 5), il débute au zoo de La Flèche sur le secteur fauve puis devient polyvalent sur le secteur 4 et herbivores en plus des fauves.

Le secteur Herbivores se compose, de la pampa (tapirs, nandous, capybaras, grands fourmiliers), des hippopotames, du bush australien (émeus et kangourous roux), des ours bruns et des ours du Kamchatka et d’une île à lémuriens avec un Maki catta et un Lémur à front blanc.
- Janosh (prononcé Yanor) et Shadow tapirs mâle et femelle.
- Bip-bip et Bérangère, deux femelles nandou d'Amérique.
- Jacko et Novi, les grands tamanoirs.
- Yuba, grands tamanoirs.
- Yoko, la petite grands tamanoirs.
- Masaï et Babeth (décédée en décembre 2019), ainsi que Kinshasa (née en 2009 puis partie en 2014) et Kiboko (né en 2018) leurs enfants qui sont des hippopotames.
- Igor et Ivan (Irina part au zoo de Brno saison 14) les ours bruns du Kamchatka.
- Sambava la maki catta et Aurélius le lemur à front blanc.
- Wiru (le mâle), Malu et Kira ainsi que leurs filles Bindi et Jiemba les kangourous roux.
- Paula et Gunter les capybaras et leurs nombreux petits (dont Mara et Dona), (nouvelle portée saison 14, 4 mâles et une femelle)
- Miguel et Consuela les aras chloroptères (déplacés dans les loges perroquets en bas du parc en 2020)
- Lune et Miel, les anciennes ourses brunes d'Europe.

## Zone asiatique
- Sabrina Thibaud : responsable du secteur (depuis la saison 1) ;
- Antoine : soigneur (saisons 1, où il était stagiaire, à 8 puis retour saison 11) ;
- Cyril : (depuis la saison 5) ;
- Maggy : soigneuse (depuis la saison 11) ;
- Jonathan Caussel : soigneur venant du complexe aquatique (saison 13) ;
- Alexia : stagiaire France 4 saison 12, saisonnière saisons 13, 14.

La nouvelle zone asiatique se compose de la Plaine Asiatique (les rhinocéros Indiens, les cervicapres, les dendrocygnes fauves et les antilopes Nilgaut), de la volière asiatique (les loriquets, les lophophores resplendissants, les Nicobars à camail, les Roulouls couronnés et le goura) des siamangs, des loutres à pelage lisse, des wallabies des rochers, des chats pêcheurs, des pandas roux, des tigres de Sumatra, du calao Papou, des paddas, des Tragopans de Temminck, de l'étourneau de Bali. Le couscous des Célèbes apparu en fin de saison 7 est parti dans un autre zoo pour un programme de reproduction, pour préserver cette espèce méconnue (idem pour les cerfs axis).
- Bahini (femelle) et Isao (mâle) , pandas roux, partis en saison 8 ainsi que Tashi, née au cours de l'été 2022 (enfants de Yang et Sangha)
- Yang (mâle) et Sangha (femelle arrivée entre la saison 4 et 5), panda roux, auparavant sur le secteur aquatique.
- Boubou (part au zoo de Györ en Hongrie, saison 13) et Boten, éléphants d'Afrique
- Bys et Bali, rhinocéros indiens mâles
- Koï (femelle) et Chaton (mâle), les deux chats viverrins ou chats pêcheurs
- Harry (mâle) et Mila (femelle) , couple de siamangs
- Yaki et Delhi, couple de loutres à pelage lisse précédemment Toda et Knowl
- Papou et Kalaha, le couple reproducteur de calao papou
- Jalur et Wanita, tigres de Sumatra (arrivés vers le secteur asiatique en saison 10)
- Kobe et Pica, couple de loutres cendrées

## Secteur fauves (secteur 2)
- Geoffrey : responsable du secteur

Le secteur fauves se compose des lions blancs, des lions d'Angola, des guépards, des loups à crinière, des panthères noires, des ocelots, des servals, des chauves-souris roussettes d'Égypte, des aras rémigés, des fennecs, des Suricates et des girafes
- Jabu (décédé en avril 2021) et Nikita, lions blancs mâle et femelle, Nikita est désormais accompagnée de ses deux fils Yoko et Twanka.
- Malao, Tabana et Yanka, 3 lionceaux blancs, enfants de Nikita et Jabu (nés au zoo durant la saison 1 et partis au début de la saison 5)
- Awa (femelle), et ses 2 frères lions blancs enfants de Jabu et Nikita (déplacés dans le nouvel enclos réservé au lodge en saison 9)
- Arka et Nyara, panthères noires
- Uzul, girafe mâle
- Nyala, June, Dioni, Iringa, les girafes femelles
- Kinaï, girafon (né pendant la saison 6, parti saison 8)
- Malaï, né entre la saison 7 et 8. Maoli, né entre la saison 8 et 9. Malaï part pour un zoo des Pays-Bas en novembre 2020, saison spéciale hiver. Kano girafon né le 10 janvier 2021. Maoli part pour le zoo de Dortmund, saison 13. Un girafon, Timbu est né le 8 mai 2021, saison 13.
- Ebo et Malindi, lions arrivés en saison 9 pour l’enclos des nouveaux lodges.
- Tara et Diego, femelle et mâle ocelots
- Solo, Sid et Sam, une fratrie de guépard arrivés en saison 10
- Salma et Inca les louves à crinières
- Chobe et Samburu les 2 frères guépards (enclos lodges)
- Serge, le serval mâle
- Valérie, ancienne serval femelle

## Secteur primates
- Marie : responsable du secteur
- Marion : soigneuse polyvalente (depuis la saison 8)

Le secteur primates se compose des chimpanzés, des mandrills, des colobes guéréza, des sakis à face blanche, des tamarins de Goeldi, des saïmiris jaunes, de la volière sud-américaine (ouistitis de Geoffroy, tamarins lions dorés, paresseux, agamis trompette, conures soleil), des grues demoiselles et de dolichotis patagonum ou lièvres de Patagonie.
Une nouvelle volière est mise en place saison 14, avec les saïmiris, les ibis rouges et les lièvres de Patagonie, les foumiliers aussi appelés tamanoirs.
- Gilberte, Glue, Zumba, Djobi femelles saïmiris
- Dumbo, un saïmiri mâle stérilisé
- Kourouaï, saïmiri (décédé saison 6)
- Maurice, saïmiri (arrivé en saison 7)
- Kirouaï, saïmiri (décédé dans la saison 12)
- Francis, Ida, Jimmy, Malcolm et Loïs, ancien groupe de colobe guéréza partis vers d'autres parcs pour renouveler le groupe
- Niokolo et Otto, colobes guéréza mâles
- Mbacké, nouvelle femelle reproductrice des colobes guéréza arrivée en saison 11 (petite née en 2020, Pickine)
- Mambo, ouistiti (décédé saison 3)
- Hugo, Câline et Mayumba, les chimpanzés
- Crevette et Mulder (décédés fin 2020, saison 13) les mandrills
- Okano, Waka, Nsie les mandrills
- Pompon, Flocon, Gribouille, des Maki catta
- Rosa et Baston, les lémurs macaco (Ruby part dans un parc espagnol saison 14)
- Jawi et Yala, les hylopatidae (gibbons concolores), (Yala est la doyenne du parc agée de 40 ans en novembre 2021 et est malheureusement décédé en janvier 2022)
- Trompette et Clarinette, les agamis trompettes
- Zinco et Seiva, couple reproducteur des Tamarins lion dorés
- Sancho et Maya, Tamarins Lion dorés enfants de Zinco et Seiva nés en saison 4 en plus de Thao
- Slow et Motion, les paresseux
- Francesca rejoint par Léo en saison 10, cette dernière est partie saison 11, deux Tamarins de Goeldi femelles
- Camopi, le femelle reproductrice des Sakis à face blanche,
- Mr Toucan et Mme Toucan, le couple de toucan toco.

## Nosy Komba et zone Congo River (secteur 4)
- Charlotte : responsable du secteur (les secteurs 3 et 4 étant réunis);
- Paul : soigneur;
- Claude : soigneur (depuis la saison 8 jusqu'à la saison 12 zone asiatique) va secteur 4 saison 13;
- Aurélie : soigneuse polyvalente;
- Jeanne : soigneuse polyvalente.

Nouveau secteur créé en saison 8. Il se compose des gibbons, de la zone malgache Nosy Komba (makis catta, makis varis, lémurs à front blanc, canards, tortues étoilées et tortue léopard), des toucans toco, de la lagune des flamants roses, des lamas, d'un émeu, des aras araraunas, des jaguarondis, des coatis bruns , des atèles de Colombie et de la zone Congo River (Hippopotames nains, bongo, grues couronnées).
Depuis peu ils s'occupent de l'animation reptile (sur l'ancienne aire de spectacle de "Parrot Jungle").
- Jawi et Yala, les gibbons
- Jazzy et Ziama, les hippos nains (pygmées) et Kindja, partie début saison 6 au zoo de Toronto.
- Tabo, un ancien bongo (décédé)
- Kwanza (décédé saison 14) et Esenga, les bongos
- Aloka, né en saison 11, et son petit frère Madiro, les lémurs macaco de Rosa et Batson (nouvelle volière saison 14)
- Vasca et Nacho, les aras bleus (ara ararauna) vivants sur l'île à l'entrée du parc.
- Lilo, Duchesse, Néky, Amarou et Marshall, les coatis à nez blanc (coatis bruns)
- Valentine, Pawan, Sophie et Pedro les atèles de Colombie

## Soigneurs polyvalents
- Aurore Blandin : responsable du secteur nourriture/vivarium et soigneuse polyvalente
- Béranger : soigneur polyvalent
- Marion : soigneuse polyvalente
- Paul : soigneur polyvalent
- Aurélie : soigneuse polyvalente

Le secteur nourriture/vivarium (jusqu'à 2019) se compose du vivarium (tatous à six bandes, souris épineuses, iguanes, gecko léopards, caïmans, boas constrictor imperator, tortues de Floride, pythons réticulés, serpents ratiers, etc.) et de la cuisine, le soigneur en poste prépare les repas des animaux. Ensuite le vivarium vétuste est fermé en 2019. À la suite du souhait du zoo d'avoir des espaces plus grands et plus confortables pour les animaux, la plupart des animaux de ce secteurs est partie vers d'autres parcs (hormis les boas constrictors, la couleuvre asiatique, le lézard fouette-queue, l'agame barbu, le gecko géant de Madagascar, les tortues de Floride et les tatous à six bandes), et de nouveaux vivariums se créent dans la grotte des chauves souris. La grotte sera détruite en janvier 2020 en raison d'un incendie qui fera plus de 50 animaux morts.
Secteur vivarium avant 2019
- Lady et Gaga, deux femelles tatous
- Tawa, iguane
- Dixon, Bud et Big Mama, les boas constrictor imperator,
- Ninja 1 & Ninja 2, les tortues de Floride mâles
- Titine et Rosalie, les tortues de Floride femelles
- Souris épineuses
- Gecko léopard
- Boas
- Lézard fouette-queue
- Agames barbus
- Pythons réticulés
- Couleuvres asiatiques

## Émissions
La première saison de la série documentaire est diffusée du 28 avril 2014 au 20 juin 2014 à 18 h 25 avec une rediffusion puis un inédit. Au total 41 épisodes sont diffusés pour cette première saison. Avant la fin de la diffusion de la saison 1, une deuxième saison est annoncée. Les deux premiers épisodes de la deuxième saison ont été diffusés en prime-time le 26 août 2014 à 20 h 45. La suite des épisodes est programmée à partir du 29 août 2014 à 18 h 25 avec trois rediffusions puis un inédit jusqu'au 14 novembre 2014,. Au total 56 épisodes, 2 épisodes de 45 minutes, et 54 épisodes de 26 minutes sont diffusés.

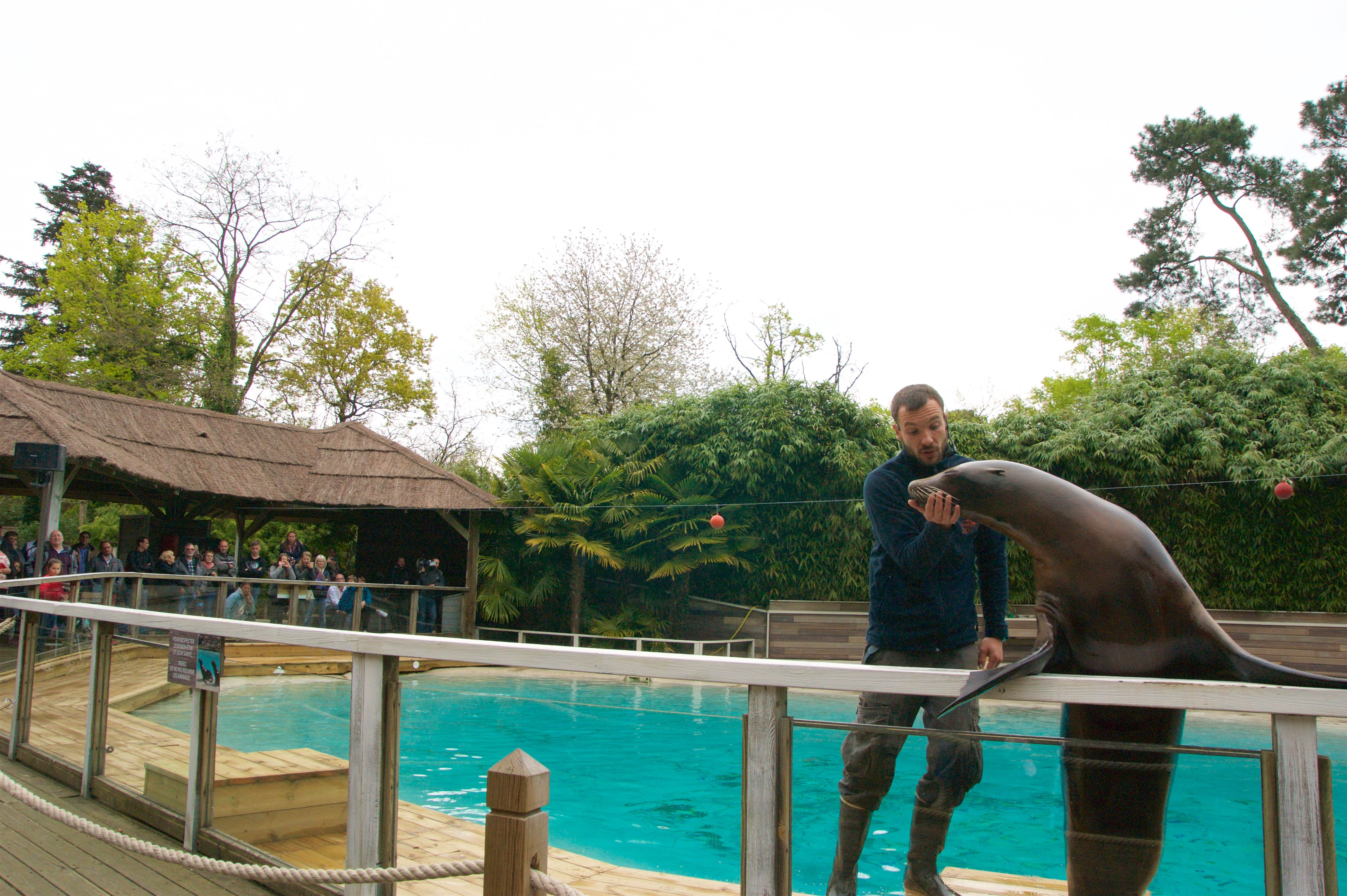
Tournage lors de la saison 5 de l'émission

En 2015, France 4 annonce le renouvellement de l'émission avec une troisième saison le 14 janvier, le tournage des 46 épisodes se déroule du 2 mars au 6 mai,. La diffusion débute le 7 avril 2015 par deux épisodes de 45 minutes en prime-time, et se termine le 8 juin 2015 par un best of.
Le 20 mai 2015, France 4 annonce le renouvellement de l'émission avec une quatrième saison. Le tournage des 46 épisodes commandés se déroule du 20 juillet au 20 septembre 2015. La diffusion débute le 30 août 2015 par deux épisodes de 45 minutes en prime-time et se termine le 30 octobre 2015.
Le 29 décembre 2015, France 4 annonce une cinquième saison. Tout comme pour les trois saisons précédentes, un appel à candidature pour postuler en tant que stagiaire du zoo est à nouveau mis en place. 56 épisodes sont enregistrés pour cette saison, le tournage débute en mars 2016 et dure douze semaines. Cette saison est diffusée du 5 avril 2016 au 18 juin 2016.
Après la diffusion de la cinquième saison de l'émission, un magazine, Une saison au Zoo, le mag est diffusé du 19 septembre 2016 au 13 octobre 2016 avec 21 épisodes. Les épisodes du magazine sont réalisés à l'aide des inédits de tournage des saisons précédentes.
Le 29 mai 2016, avant la fin de la diffusion de la saison 5, une sixième saison est annoncée pour l'été avec un appel à candidature où près de 5 000 personnes postulent. Le tournage des 56 épisodes (dont 2 best of) de 26 minutes débute fin juin 2016. La saison 6 est diffusée à partir du 19 octobre 2016 à 20 h 55 par deux épisodes de 45 minutes en prime-time sur France 4, jusqu'au 30 décembre 2016.
Une septième saison du programme est annoncée le 23 décembre 2016, contrairement aux années précédentes une seule saison sera tournée durant l'année au lieu de deux. Le tournage des épisodes débute en mars 2017. La diffusion débute le mardi 4 avril 2017 à 20 h 55 sur France 4 puis continue chaque soir de semaine à 19 h 25 avec deux rediffusions puis un inédit à 20 h 30. Les épisodes inédits de la semaine sont ensuite rediffusés le dimanche après-midi à partir de 13 h 40. La saison compte 61 épisodes (dont 2 best of) et se conclut le 23 juin 2017.
La huitième saison de l'émission est diffusée du 26 avril 2018 au 12 juillet 2018, elle compte 58 épisodes (dont 2 best of). France 4 annoncé sur ses réseaux sociaux le lancement de la saison 9 de l'émission pour le mercredi 29 août 2018 à 20 h 55.
La saison 9 démarre le mardi 28 août 2018, par deux épisodes : la 400e émission, puis sur un documentaire la reconversion et l'évolution du zoo depuis l'arrivée du directeur Stéphane Da Cunha, du vétérinaire Cyril Hue et de la base de la nouvelle équipe de soigneurs. La saison se termine le 19 octobre 2018, elle compte 43 épisodes.
La dixième saison est diffusée du 29 avril au 29 juillet 2019. Elle compte 60 épisodes (dont 2 best of sur la saison 10 + 2 best of sur l'ensemble des saisons depuis les débuts d'une saison au zoo).
La onzième saison est diffusée du 26 août au 27 décembre 2019, elle compte 66 épisodes (dont 2 best of et 2 bêtisiers).
L'annonce d'une douzième saison a été faite en février 2020. Le tournage devant débuter le 12 mars a été interrompu jusqu'au 1er juillet en raison de la pandémie de Covid-19, et des mesures de confinement prises par le gouvernement. Elle est diffusée  du 31 août 2020 au 20 novembre 2020 sur France 4. Elle compte 56 épisodes dont 2 best of.
Une saison spéciale hiver est diffusée du 18 janvier au 5 février 2021 sur France 4. Elle compte 15 épisodes.
La saison 13 commence le 3 mai 2021 sur France 4 jusqu'au 20 juillet 2021, elle compte 54 épisodes et deux best of.
La saison 14 commence le lundi 30 août 2021 à 19h25 sur France 4  jusqu'au 12 novembre 2021, elle compte 54 épisodes et deux best of.
La saison 15 a débuté le mardi 24 mai 2022. Elle est diffusée désormais sur la chaîne YouTube de la série. Le format est légèrement plus court, 15 minutes, mais le principe et le style restent les mêmes.
La saison 15 marque la fin de l'émission sur Youtube, mais n'écarte pas la possibilité d'un retour à la télévision plus tard.

### Tableau récapitulatif
| Saison | Nbre d'épisodes | Début de diffusion | Fin de diffusion |
| ------ | --------------- | ------------------ | ---------------- |
| 1      | 41              | 28 avril 2014      | 20 juin 2014     |
| 2      | 56              | 26 août 2014       | 14 novembre 2014 |
| 3      | 46              | 7 avril 2015       | 8 juin 2015      |
| 4      | 46              | 30 août 2015       | 30 octobre 2015  |
| 5      | 56              | 5 avril 2016       | 18 juin 2016     |
| 6      | 56              | 19 octobre 2016    | 30 décembre 2016 |
| 7      | 61              | 4 avril 2017       | 23 juin 2017     |
| 8      | 58              | 26 avril 2018      | 12 juillet 2018  |
| 9      | 43              | 28 août 2018       | 19 octobre 2018  |
| 10     | 60              | 29 avril 2019      | 29 juillet 2019  |
| 11     | 66              | 26 août 2019       | 27 décembre 2019 |
| 12     | 56              | 31 août 2020       | 20 novembre 2020 |
| 13     | 56              | 3 mai 2021         | 20 juillet 2021  |
| 14     | 56              | 30 août 2021       | 12 novembre 2021 |
| 15     | 25              | 24 mai 2022        | 2 octobre 2022   |

## Audiences
Lors du lancement de la deuxième saison les deux épisodes proposés en prime-time sont suivis par 750 000 téléspectateurs, la productrice de l'émission, Alexia Laroche-Joubert, déclare alors : « je suis tombée de mon siège quand j’ai vu les audiences ».
Au cours de la deuxième saison, l'émission bat régulièrement ses records d'audience et atteint le 6 novembre 2014, 465 000 téléspectateurs pour l'épisode inédit de 20 h. Avec une moyenne de 300 000 téléspectateurs lors de sa diffusion, la deuxième saison est en progression de 65 % par rapport à la première saison. La fréquentation du parc zoologique augmente de 25 % en 2014, année de diffusion des saisons 1 et 2 et atteint 200 000 visiteurs. Lors du lancement de la troisième saison deux épisodes sont diffusés en prime-time et sont suivis respectivement par 543 000 et 614 000 téléspectateurs. L'ensemble de la soirée du lancement de la troisième saison permet à France 4 d'atteindre 5,5 % de part de marché sur les moins de 25 ans et d'être leader des chaînes de la TNT sur cette cible.
Au cours de la troisième saison le nombre de téléspectateurs atteint 434 000 le 2 juin 2015, ce qui constitue le record de la saison. Le lundi 14 septembre 2015, au cours de la diffusion de la saison 4, l'épisode de 20 h atteint le record historique du programme pour sa diffusion quotidienne avec 509 000 téléspectateurs pour une part de marché de 2,1 % sur les 4 ans et plus et 5,7 % sur la cible des moins de 25 ans. La diffusion de la saison 4 de l'émission enregistre les plus fortes audiences du programme avec 400 000 téléspectateurs en moyenne par émission. La fréquentation du parc zoologique bondit de 70 % en 2015 pour atteindre 345 000 visiteurs.
Le lancement de la saison 5 du programme a lieu le 5 avril 2016 en prime-time avec deux épisodes suivis respectivement par 706 000 et 743 000 téléspectateurs soit 2,9 % et 3,2 % de part de marché sur les individus âgés de 4 ans et plus.
Au cours de la diffusion de la sixième saison, l'émission bat ses records historiques tant en nombre de téléspectateurs qu'en part de marché pour la diffusion quotidienne, une première fois le 1er décembre 2016 avec 606 000 téléspectateurs soit 2,3 % de part de marché. L'émission bat de nouveau ses records le 21 décembre 2016 avec 671 000 téléspectateurs soit 2,6 % de part de marché.
Le lancement de la saison 7, en prime-time, enregistre 360 000 téléspectateurs soit 1,4 % de part de marché. Tiphaine de Raguenel, directrice des programmes de France 4, estime que la série « participe largement au succès de la chaîne ».
Le lancement de la saison 8, le jeudi 26 avril 2018, en prime-time, enregistre 398 000 téléspectateurs, soit 1,6 % de part de marché. Le début de la saison 9, le 28 août 2018, a été suivi par 451 000 téléspectateurs en moyenne sur les deux épisodes inédits de la soirée, soit 2,1 % du public.
La onzième saison de l'émission est suivie en moyenne par 448 000 téléspectateurs, soit 2 % de part de marché.
Malgré la suppression prévue de la chaîne France 4 en août 2020, Télé-Loisirs annonce le 6 février 2020 que France Télévisions a commandé une 12e saison d'Une Saison au Zoo, avec autant d'épisodes prévus que pour les autres saisons mais sans annoncer où ils seront proposés. Finalement, la 12e saison est diffusée sur France 4, cette dernière ayant eu un sursis d'un an qui se transforme en maintien définitif de la chaîne en mai 2021.
À partir de 2022, les épisodes de la saison 15 ne sont plus diffusés sur France 4 mais sur la chaîne youtube Une Saison au zoo.

## Séries dérivées
Une série documentaire dérivée d’Une saison au zoo est annoncée le 15 octobre 2014. Cette série se passe au cirque, sous le titre Une saison au cirque. Elle est diffusée à partir du 17 novembre 2014 sur France 4.
Une deuxième série dérivée de six épisodes produite par Banijay Group, Une saison chez les bonobos, est diffusée du 18 février au 3 mars 2016 le jeudi en première partie de soirée au rythme de deux épisodes par soirée. La série suit une équipe du zoo de La Flèche au centre Lola ya Bonobo en République démocratique du Congo. La diffusion des deux premiers épisodes est suivie par 804 000 et 742 000 téléspectateurs, soit 3,2 % de part d’audience en moyenne. Les deux soirées suivantes sont suivies respectivement par 531 000 et 454 000 téléspectateurs.
Une troisième série dérivée de six épisodes de 45 minutes est annoncée par France 4,. Dénommée Une saison dans la savane, cette série suivra cinq soigneurs dans l'univers des organisations non gouvernementales et de la lutte contre le braconnage en Namibie. Le tournage de la série débute le 24 septembre 2016 et dure trois semaines. La diffusion des deux premiers épisodes a lieu le 9 février 2017, le premier épisode rassemble 525 000 téléspectateurs, soit 2,2 % de part d'audience, le deuxième épisode 483 000 téléspectateurs soit 2,3 % de part d'audience.
Entre 2012 et 2015 sont tournés au Zoo de La Flèche les huit épisodes de la série Les Animaux du zoo, diffusée en 2015, centrée sur l'évolution de certains pensionnaires particuliers du zoo au cours des quatre premières saisons d'Une saison au zoo.
Une quatrième série dérivée, Une saison au Puy du Fou, composée de 45 épisodes est diffusée à l'automne 2017.
Une cinquième série dérivée, Une saison à Tahiti, est diffusée en janvier 2018. La série, composée de six épisodes, suit une équipe du zoo de La Flèche en Polynésie française auprès de l'association Te Mana O Te Moana qui lutte pour la préservation et le recensement des espèces marines en Polynésie,.
Fin 2018, France 4 met à l'antenne une sixième série dérivée du programme, Une saison en Équateur, qui suit les équipes du Zoo de La Flèche en Équateur.
Une septième série dérivée, intitulée Une saison en Indonésie, est diffusée en avril 2019 durant trois semaines avec seize épisodes. Elle est tournée en Indonésie sur un mois en deux parties : première partie avec Cyril, Charlotte et Aurélie à la rencontre des Orang-outans et avec de la plongée sous-marine (où Stéphane fait une apparition), et la deuxième partie avec Cyril, Anthony "Pich" et Sabrina à la rencontre des gros herbivores (rhinocéros, éléphants...).
Le Zoo de La Flèche propose sur sa chaine Youtube, une série inspirée d'une saison au zoo intitulée Quotidien du Zoo de La Flèche, montrant le quotidien des animaux et des soigneurs lors de 12 épisodes d'une dizaine de minutes, diffusés chaque vendredi du 17 mai au 2 août 2024.
Une deuxième saison de cette web-série est diffusée à partir du vendredi 11 avril 2025.

## Jeu de société
L’émission a été adaptée en jeu de société par Lansay en 2017.

## Publications
- Cyril Hue, Une saison au zoo : l'album de l'émission, Larousse, 2016, 95 p.  (ISBN 978-2-03-593065-1)
- Cyril Hue, Mon quotidien de soigneur avec Une Saison au zoo, Larousse, 2017, 47 p.  (ISBN 978-2-03-593600-4)
- Cyril Hue, Mon quotidien de vétérinaire avec Une Saison au zoo, Larousse, 2017, 47 p.  (ISBN 978-2-03-593599-1)
- Cyril Hue, Une saison au zoo : l'atlas des animaux sauvages, Larousse, 2017, 95 p.  (ISBN 978-2-03-593302-7)